# Astrée (Schiff, 1780)
Die Astrée (französisch L’Astrée ‚Astraea‘) war eine 32-Kanonen-Fregatte der Nymphe-Klasse der französischen Marine, die von 1780 bis 1795 in Dienst stand.

## Geschichte

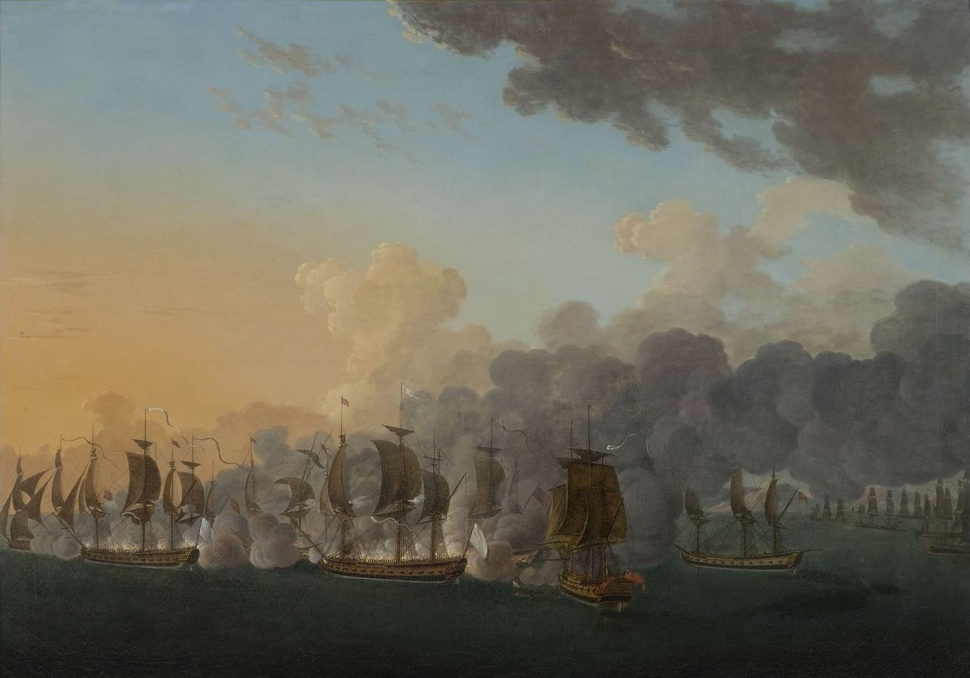
Seegefecht bei Louisbourg

Die spätere Astrée wurde im August 1779, als dritte Einheit ihrer Klasse, unter der Bauaufsicht des Schiffbauers Pierre-Augustin Lamothe Kercaradec im Marinearsenal von Brest auf Kiel gelegt. Der Stapellauf erfolgte am 16. Mai 1780 und im Juli des gleichen Jahres die Indienststellung.
Ab Juni 1781 operierte die Astrée, unter dem Kommando von Jean-François de La Pérouse, während des Amerikanischen Unabhängigkeitskrieges als Flaggschiff einer Division aus zwei Fregatten, zu der auch die Hermione unter dem Kommando von Louis-René Levassor de Latouche gehörte, in kanadischen Gewässern. Am 21. Juli 1781 griff dieser Verband einen britischen Geleitzug nahe der Küste von Nova Scotia (Seegefecht bei Louisbourg) an, wobei zwei Geleit- und drei Handelsschiffe gekapert und nach Boston eingebracht wurden.
Im Folgejahr war die Fregatte Teil der Flotte von Lieutenant-général de Grasse, war aber nicht an dessen Niederlage am 12. April in der Schlacht von Les Saintes beteiligt. Sie gehörte aber zum Verband von fünf Schiffen, unter Georges-François de Framond, welche sich nach der Schlacht sammelten und zurückzogen, aber durch die Briten in der Mona-Passage am 19. April gestellt (Seegefecht in der Mona-Passage) und bis auf die Astrée gekapert wurden.
Im August 1782 war sie Teil eines Verbandes aus dem Linienschiff Sceptre und der Fregatte Engageante, welcher in die Hudson Bay eindrang und im Rahmen dieser Operation zwei britische Handelsposten (Fort Prince of Wales und York Factory) zerstörte und drei Handelsschiffe aufbringen konnte. Nach Ende des Krieges gehörte das Schiff zur Fregatten-Division des 5. Geschwaders der französischen Flotte du Ponant (Atlantikflotte) und war in Brest stationiert.
Nach Beginn des 1. Koalitionskrieges wurde die Astrée, unter dem Kommando von Kapitän de Cambis, als Sicherung eines Geleitzuges nach Saint-Domingue eingesetzt und nach Eintritt der Briten in den Krieg, im Rahmen der französischen Atlantik-Kampagne im Mai 1794. Sie unterstand zu diesem Zeitpunkt dem Geschwader von Contre-amiral Pierre Jean Van Stabel.
Die Astrée ging im Mai des Jahres 1795 bei einer Fahrt über den Atlantik verloren.

## Bemerkungen
1. ↑  Möglicherweise, ist das zum Transport von Passagieren und Zucker bzw. Kaffee eingesetzte Schiff am 29. Januar 1796, bei der Rückreise von Guadeloupe nach Frankreich leckgeschlagen. Was die Schiffsführung dazu zwang, das Schiff auf der zu den portugiesischen Azoren gehörenden Insel São Jorge stranden zu lassen. Wobei 129 Personen der 180 Menschen an Bord den Tod fanden.